# Avi Nimni
Avi Nimni (på hebraisk: אבי נמני) (født 26. april 1972 i Tel Aviv, Israel) er en tidligere israelsk fodboldspiller og fodboldtræner, der spillede som angriber. Han var primært tilknyttet Ligat ha'Al-klubben Maccabi Tel Aviv, hvor han spillede i sammenlagt 15 sæsoner og opnåede status som klublegende. Han havde også et to-årigt ophold hos ligarivalerne Beitar Jerusalem, og var desuden kortvarigt i udlandet hos Atlético Madrid og Derby County.
Nimni vandt i sin tid hos Maccabi Tel Aviv fire israelske mesterskaber og to pokaltitler.

## Landshold
Nimni spillede mellem 1992 og 2006 hele 80 kampe for Israels landshold, hvori han scorede 17 mål.

## Titler
Israelske Mesterskab
- 1992, 1995 og 1996 med Maccabi Tel Aviv

Israelske Pokalturnering
- 1993 med Maccabi Tel Aviv